# Richfield (Minnesota)
Richfield ist eine Stadt im US-Bundesstaat Minnesota. Sie liegt im Hennepin County und ist ein Vorort der Twin Cities, begrenzt durch Minneapolis im Norden, den Minneapolis-Saint Paul International Airport im Osten, Bloomington im Süden und Edina im Westen. Bei der Volkszählung im Jahre 2020 betrug die Einwohnerzahl 36.994. Best Buy, der größte Elektronik-Händler der Vereinigten Staaten, hat seinen Sitz in Richfield.

## Geografie
Nach den Angaben des United States Census Bureau beträgt die Fläche der Stadt ein Areal von 18,3 km². Davon sind 17,9 km² Land- und 0,5 km² Wasserfläche, was etwa 2,55 % entspricht.

## Demografische Daten
Nach der Volkszählung im Jahr 2000 leben in Richfield 34.439 Menschen in 15.073 Haushalten und 8.727 Familien. Für die 15.357 Häuser beträgt die Dichte 859,3 Häuser pro km². Ethnisch betrachtet, setzt sich die Bevölkerung zusammen aus 81,25 % weißer Bevölkerung, 6,65 % Afro-Amerikanern, 0,72 % amerikanischen Ureinwohnern, 5,3 % Asiaten, 0,04 % Bewohnern aus dem pazifischen Inselraum und 3,41 % aus anderen ethnischen Gruppen. Etwa 6,27 % der Bevölkerung sind Spanier oder Latinos.
In 24,4 % der 15.073 Haushalte leben Kinder unter 18 Jahren, in 43,4 % leben verheiratete Ehepaare, in 10,5 % leben weibliche Singles und 42,1 % sind keine familiären Haushalte. 33,7 % aller Haushalte bestehen ausschließlich aus einer einzelnen Person und in 12,0 % leben Alleinstehende über 65 Jahre.
Auf die gesamte Stadt bezogen, setzt sich die Bevölkerung zusammen aus 20,2 % Einwohnern unter 18 Jahren, 9,3 % zwischen 18 und 24 Jahren, 33,4 % zwischen 25 und 44 Jahren, 20,7 % zwischen 45 und 64 Jahren und 16,4 % über 65 Jahren. Der Median beträgt 37 Jahre. Etwa 51 % der Bevölkerung ist weiblich, bei Einwohnern über 18 Jahren ca. 52 %.
Der Median des Einkommens eines Haushaltes beträgt 45.519 USD, der einer Familie 56.434 USD. Bei Männern liegt der Median des Einkommens bei 38.417 USD gegenüber 29.909 USD bei Frauen. Das Prokopfeinkommen liegt bei 24.709 USD. Etwa 6,3 % der Bevölkerung und 3,9 % der Familien leben unterhalb der Armutsgrenze. Auf die gesamte Bevölkerung bezogen, leben 8,3 % der Einwohner unter 18 Jahren und 3,8 % der Einwohner über 65 Jahren unter der Armutsgrenze.

### Bevölkerungsentwicklung
| 1970   | 1980   | 1990   | 2000   | 2010   | 2020   |
| ------ | ------ | ------ | ------ | ------ | ------ |
| 47.231 | 37.851 | 35.710 | 34.439 | 35.228 | 36.994 |